# Nenzlingen
Nenzlingen é uma comuna da Suíça, situada no distrito de Laufen, no cantão de Basileia-Campo. Tem 3,66 km² de área e sua população em 2018 foi estimada em 443 habitantes.